# Ones de trànsit
Les  ones de trànsit, també anomenades ones d'embós, són pertorbacions que viatgen per una distribució de vehicles en una autopista.
Les ones de trànsit normalment viatgen en sentit invers al del moviment dels vehicles. Les ones també poden arribar a viatjar en el sentit dels vehicles, però comunament s'aturen en algun punt del camí. Les ones de trànsit són un tipus de congestió de trànsit.
Un dels objectius principals de l'estudi del flux de trànsit vehicular és comprendre les ones de trànsit. En observar, el flux pot analitzar des del punt de vista de la dinàmica de fluids. Es diu que, coneixent com es creen, un conductor també podria eliminar-les, alleujant així la situació de congestió per a tots els vehicles en una àrea.